# 神奈川県立大和南高等学校
神奈川県立大和南高等学校（かながわけんりつやまとみなみこうとうがっこう）は、神奈川県大和市上和田に所在する公立の高等学校である。大和南高等学校では部活動や学校行事が盛んな高等学校であり、2021年度と2024年度、女子バレーボール部が全国大会出場を果たした。

## 設置学科
- 普通科

## 沿革
- 1977年（昭和52年）4月 - 開校

## 最寄駅
- 桜ヶ丘駅から徒歩22分
- 高座渋谷駅から徒歩25分

## 文化祭
- 「南翔祭」（なんしょうさい）

## 部活動
- 2006年8月、陸上競技部が大阪府で開催された「インターハイ」（愛称 : 06総体THE近畿）において、棒高跳びで入賞、また同年の10月に兵庫県で開催された「国民体育大会」（名称 : のじぎく兵庫国体）において、同種目で男女共に入賞を果たした。同年男子選手が海外での試合においても入賞を果たした。
- 2007年8月、女子バレーボール部が、佐賀県で開催された「インターハイ」（愛称 : 2007青春・佐賀総体）において、神奈川県勢として23年ぶり、同校として初のベスト4入りを果たした。
- 2008年7月、陸上競技部が、埼玉県で開催された「インターハイ」（愛称 : 彩夏到来08埼玉総体）において、棒高跳びで出場、また同年の10月に大分県で開催された「国民体育大会」（名称 : チャレンジ!おおいた国体）において、同選手が出場を果たした。

### 女子バレーボール部
- 春の高校バレー 16回出場
- 高校総体 16回出場（ベスト4 / 2007年）

## 主な出身者
芸術・文化
- 飛騨俊吾（小説家）
- 小原信治（脚本家・放送作家）

スポーツ
- 松田慶三（プロレス）
- 下野淳（サッカー）

バレーボール
- 加藤千尋
- 石井美樹
- 丸山紗季
- 二見梓
- 綿引菜都美
- 白井美沙紀
- 宮本菜月
- 若松歩実